# Rudolf Steiner
Rudolf Steiner Joseph Lorenz (25 hoặc 27 tháng 2 năm 1861 - ngày 30 tháng 3 năm 1925) là một nhà thần bí học, nhà cải cách xã hội, kiến trúc sư, nhà bí truyền và nhà ngoại cảm người Áo. Steiner bắt đầu được ghi nhận vào cuối thế kỷ XIX với tư cách là một nhà phê bình văn học và đã xuất bản các tác phẩm trong đó có Triết lý tự do (The Philosophy of Freedom). Vào đầu thế kỷ XX, ông sáng lập một phong trào tâm linh bí truyền, nhân trí học (Anthroposophy), có nguồn gốc từ triết học duy tâm Đức và thông thiên học.
Steiner dẫn đầu phong trào Nhân trí học qua nhiều giai đoạn. Đầu tiên, giai đoạn có thiên hướng triết lý, Steiner đã cố gắng để tìm một sự tổng hợp giữa khoa học và tâm linh. Tác phẩm triết học của ông trong những năm này, mà ông gọi là "khoa học tâm linh", tìm cách áp dụng những nhận thức mà ông cho là sáng suốt của triết học phương Tây vào các vấn đề tâm linh. Trong giai đoạn thứ hai, từ khoảng năm 1907, ông bắt đầu hợp tác làm việc trong nhiều phương tiện nghệ thuật khác nhau, bao gồm kịch, khiêu vũ và kiến trúc, đỉnh cao là việc xây dựng Goetheanum, một trung tâm văn hóa lưu giữ tất cả các loại hình nghệ thuật. Vào giai đoạn thứ ba, sau thế chiến thứ nhất, Steiner đã làm việc với các nhà giáo dục, nông dân, bác sĩ, và các chuyên gia khác để phát triển giáo dục Waldorf, nông nghiệp Biodynamic, y học nhân trí cũng như các định hướng mới trong các lĩnh vực khác.
Steiner chủ trương một hình thức chủ nghĩa cá nhân đạo đức, mà sau này ông đã đưa ra một cách tiếp cận mang tính tâm linh rõ ràng hơn. Nhận thức luận của ông dựa trên thế giới quan của Johann Wolfgang Goethe: "suy nghĩ... không hơn không kém một cơ quan nhận thức như với mắt và tai. Cũng giống như mắt cảm nhận màu sắc và tai cảm nhận âm thanh, suy nghĩ cũng cảm nhận ý tưởng". Một chủ đề được thấy xuyên suốt trong tác phẩm của ông là mục tiêu chứng minh rằng kiến thức của con người là vô hạn.

## Tiểu sử

### Thời niên thiếu
Cha của Steiner, Johann(es) Steiner (1829 - 1910), đã thôi việc người gác rừng phục vụ Bá tước Hoyos ở Geras, đông bắc Hạ Áo để kết hôn với một trong những người hầu gái của gia đình Hoyos là Franziska Blie (1834 - 1918), một cuộc hôn nhân mà Bá tước không cho phép. Johann trở thành nhân viên điện báo của Đường sắt Nam Áo, và vào thời điểm Rudolf chào đời, ông đang làm việc tại Murakirály (Kraljevec) thuộc vùng Muraköz của Vương quốc Hungary, Đế quốc Áo (nay là Donji Kraljevec ở vùng Međimurje thuộc cực bắc Croatia). Trong hai năm đầu đời, gia đình Steiner đã chuyển nhà hai lần, lần đầu là đến Mödling, gần Viên, và sau đó, khi cha ông được thăng chức làm trưởng ga, họ chuyển đến Pottschach, nằm ở chân dãy núi Anpơ phía đông nước Áo ở Hạ Áo.
Steiner được cho theo học tại trường làng, nhưng sau khi cha ông và hiệu trưởng bất đồng quan điểm, ông được học ở nhà trong một thời gian ngắn. Năm 1869, khi Steiner được tám tuổi, gia đình chuyển đến làng Neudörfl và vào tháng 10 năm 1872, Steiner chuyển từ trường làng ở đó đến một trường trung học ở Wiener Neustadt.
Năm 1879, với học bổng học thuật 4 năm, gia đình ông chuyển đến Inzersdorf để Steiner có thể theo học tại Học viện Công nghệ Viên, nơi ông theo học toán học, vật lý, hóa học, thực vật học, động vật học và khoáng vật học, cũng như các khóa học dự bị văn học và triết học. Tại đó, ông đã hoàn thành chương trình học và đáp ứng các yêu cầu của học bổng Ghega. Năm 1882, Karl Julius Schröer, một trong những giáo viên của Steiner, đã giới thiệu Steiner cho Joseph Kürschner, tổng biên tập của ấn bản mới các tác phẩm của Goethe. Joseph đã cho Steiner làm biên tập viên khoa học tự nhiên của ấn bản này. Đó là một cơ hội rất lớn cho một sinh viên trẻ không có bất kỳ bằng cấp học thuật hay ấn phẩm nào trước đó. Nhưng sau này, theo Steiner thì đây là một công việc nhàm chán với mức lương thấp.
Trước khi theo học tại Học viện Công nghệ Viên, Steiner đã từng nghiên cứu về Kant, Fichte và Schelling.

### Những trải nghiệm tâm linh ban đầu
Steiner bảo rằng lúc chín tuổi, ông đã nhìn thấy linh hồn của một người dì đã chết ở một thị trấn xa xôi, người dì đó đã nhờ cậu giúp cô. Lúc đó, cả cậu và gia đình đều chưa biết tin về cái chết của cô ấy. Steiner sau đó kể lại rằng khi còn nhỏ, ông cảm thấy "người ta phải mang trong mình kiến thức về thế giới tâm linh theo cách của hình học ... [vì ở đây] người ta được phép biết điều gì đó mà chỉ có tâm trí, thông qua sức mạnh của nó, mới trải nghiệm được. Trong cảm giác này, tôi đã tìm thấy lời giải  cho thế giới tâm linh mà tôi đã trải nghiệm... Tôi đã tự mình xác nhận bằng hình học cảm giác mà tôi phải nói về một thế giới 'vô hình'."
Steiner tin rằng ở tuổi 15, ông đã có được sự hiểu biết đầy đủ về khái niệm thời gian, mà ông coi là điều kiện tiên quyết của khả năng thấu thị tâm linh. Vào năm 21 tuổi, trên chuyến tàu từ quê nhà đến Viên, Steiner đã gặp một người hái thảo mộc, Felix Kogutzki. Felix đã nói về thế giới tâm linh "như một người đã có trải nghiệm riêng của mình ở đó".

### Nhà văn và triết gia

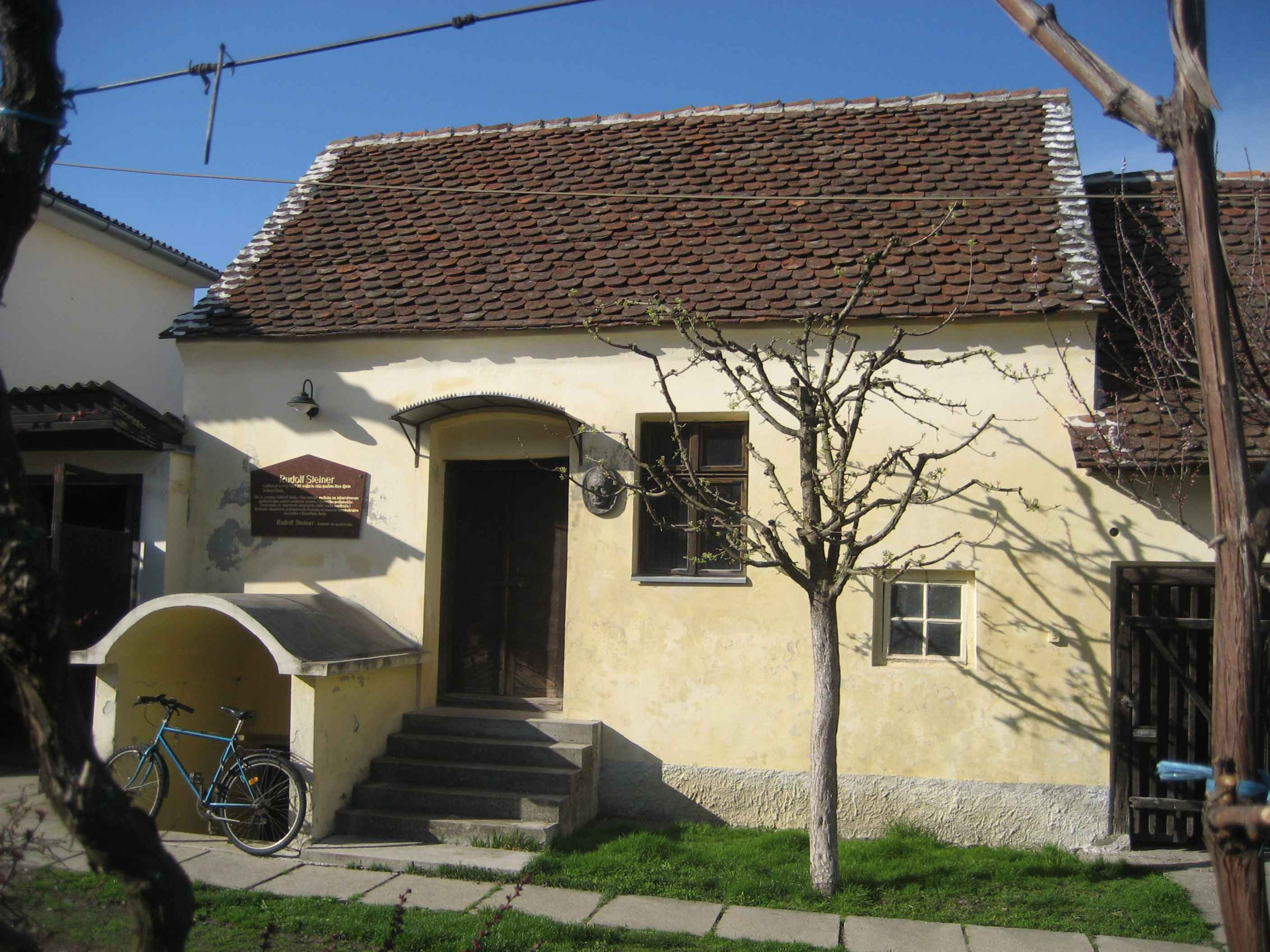
Ngôi nhà nơi Steiner ra đời, tại hiện nay là Croatia

Chàng thanh niên Steiner nổi lên như một người theo chủ nghĩa cá nhân, thực chứng và tư tưởng tự do, người không ngại nhắc đến những triết gia tai tiếng như Stirner, Nietzsche và Haeckel. Tư tưởng tự do của ông lên đến đỉnh điểm trong sự khinh miệt tôn giáo và đức tin. Ông đã gán Kitô giáo với những đặc điểm gần như bệnh hoạn.
Năm 1888, nhờ vào thành quả công việc biên tập ấn bản Kürschner về các tác phẩm của Goethe, Steiner được mời làm biên tập viên tại kho lưu trữ Goethe ở Weimar. Steiner làm việc tại kho lưu trữ cho đến năm 1896. Đó là một công việc nhàm chán và được trả lương thấp. Ngoài phần giới thiệu và bình luận cho bốn tập tác phẩm khoa học của Goethe, Steiner còn viết hai cuốn sách về triết học của Goethe: Lý thuyết tri thức ẩn chứa trong quan niệm thế giới của Goethe (The Theory of Knowledge Implicit in Goethe's World-Conception) (1886), mà Steiner coi là nền tảng nhận thức luận và sự biện minh cho tác phẩm sau này của mình, và Quan niệm thế giới của Goethe (Goethe's Conception of the World) (1897). Trong thời gian này, ông cũng cộng tác biên soạn toàn bộ tác phẩm của Arthur Schopenhauer và nhà văn Jean Paul và viết nhiều bài báo cho nhiều tạp chí khác nhau.

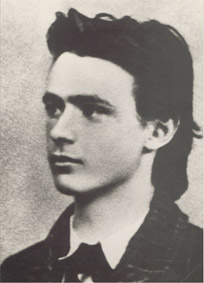
Rudolf Steiner lúc tốt nghiệp trung học

Năm 1891, Steiner nhận bằng tiến sĩ triết học tại Đại học Rostock, cho luận án của ông về khái niệm bản ngã của Fichte, nộp cho Heinrich von Stein, tác giả Bảy cuốn sách về chủ nghĩa Platon được Steiner đánh giá cao. Luận án của Steiner sau đó được xuất bản dưới dạng mở rộng với tên Chân lý và Kiến thức: Khúc dạo đầu cho Triết lý Tự do, với lời đề tặng cho Eduard von Hartmann. Hai năm sau, vào năm 1894, ông xuất bản Die Philosophie der Freiheit (The Philosophy of Freedom or The Philosophy of Spiritual Activity,  cái sau là tựa tiếng Anh mà Steiner thích dùng), một tác phẩm khám phá về nhận thức luận và đạo đức học, đề ra một cách để con người trở thành những thực thể tự do về mặt tâm linh. Steiner hy vọng cuốn sách "sẽ giúp ông có được chức giáo sư", tuy nhiên cuốn sách lại không được đón nhận nồng nhiệt. Steiner sau này nói rằng cuốn sách này ngầm chứa đựng, dưới dạng triết học, toàn bộ nội dung mà sau này ông phát triển một cách rõ ràng thành nhân trí học.

Năm 1896, Steiner từ chối lời đề nghị của Elisabeth Förster-Nietzsche về việc giúp tổ chức kho lưu trữ của Nietzsche ở Naumburg. Anh trai của bà, Friedrich Nietzsche, lúc đó đã mất trí. "Với hy vọng có được một công việc (trên thực tế là không), Steiner đã nhận lời ngay lập tức." Förster-Nietzsche đã giới thiệu Steiner với Nietzsche, người đang bị chứng căng trương lực. Steiner vô cùng xúc động và sau đó đã viết cuốn sách Friedrich Nietzsche, Chiến sĩ đấu tranh cho tự do (Friedrich Nietzsche, Fighter for Freedom). Steiner sau đó kể lại rằng:

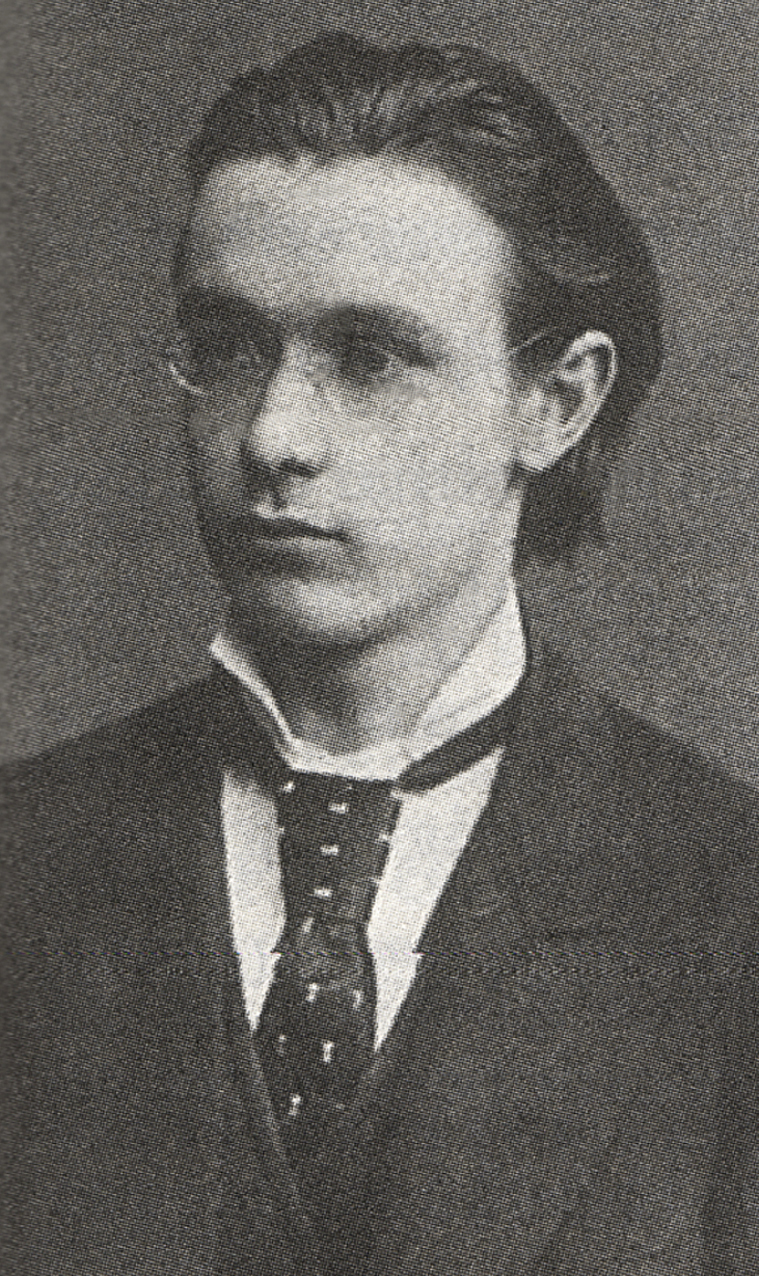
Rudolf Steiner khi là sinh viên 21 tuổi (1882)

Lần đầu tiên tôi biết đến các tác phẩm của Nietzsche là vào năm 1889. Trước đó, tôi chưa từng đọc một dòng nào của ông. Về bản chất các ý tưởng của tôi khi chúng được thể hiện trong Triết lý về Hoạt động âm linh (The Philosophy of Spiritual Activity), tư tưởng của Nietzsche không hề có chút ảnh hưởng nào.... Các ý tưởng của Nietzsche về Vĩnh cửu luân hồi và Siêu nhân vẫn còn đọng lại trong tâm trí tôi rất lâu. Bởi vì trong những ý tưởng này, người ta phản ánh những gì mà một cá tính phải cảm thấy liên quan đến sự tiến hóa và bản thể cốt lõi của nhân loại khi cá tính này bị kìm hãm không nắm bắt được thế giới tâm linh bởi tư tưởng hạn hẹp trong triết học tự nhiên đặc trưng cuối thế kỷ 19....Điều đặc biệt thu hút tôi là người ta có thể đọc Nietzsche mà không gặp phải bất cứ điều gì cố gắng biến người đọc thành 'người phụ thuộc' của Nietzsche.

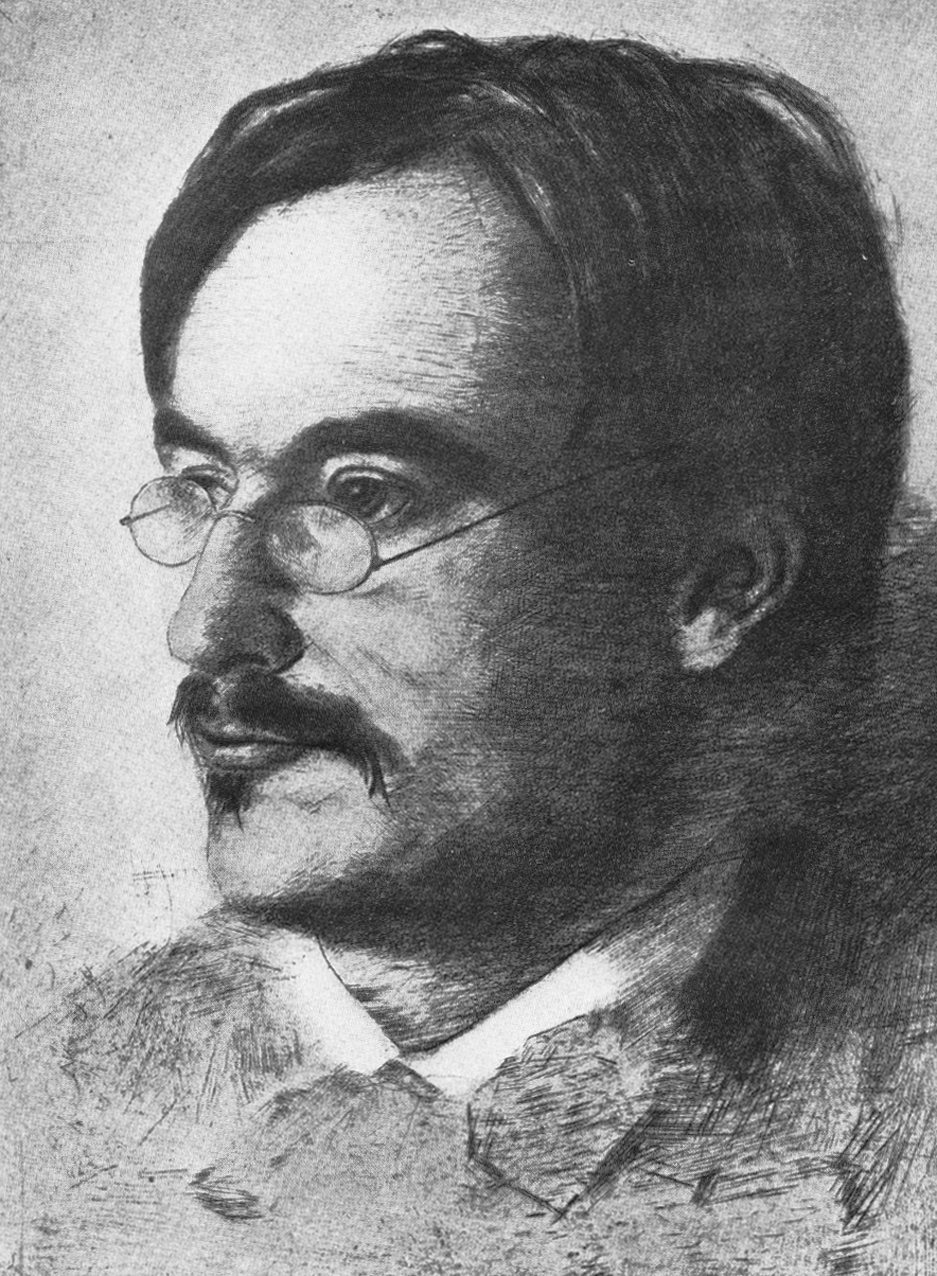
Rudolf Steiner khoảng năm 1891–92, bản khắc của Otto Fröhlich

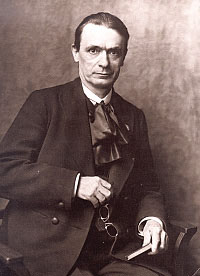
Steiner năm 1900

Năm 1897, Steiner rời khỏi kho lưu trữ Weimar và chuyển đến Berlin. Ông trở thành người đồng sở hữu, biên tập viên chính và là cộng tác viên tích cực  tạp chí văn học Magazin für Literatur, nơi ông hy vọng tìm được độc giả đồng cảm với triết lý của mình. Nhiều độc giả đã xa lánh Steiner vì sự ủng hộ không được lòng dân của ông dành cho Émile Zola trong vụ Dreyfus và tạp chí cũng mất thêm nhiều độc giả nữa khi Steiner công bố những trích đoạn trong thư từ trao đổi giữa ông với nhà vô chính phủ John Henry Mackay. Sự không hài lòng với phong cách biên tập của ông cuối cùng đã dẫn đến việc ông rời khỏi tạp chí. Năm 1899, Steiner kết hôn với Anna Eunicke; hai người đã ly thân vài năm sau đó. Anna mất năm 1911.